# لويس مونتوتو
لويس مونتوتو (بالإسبانية: Luis Montoto)‏،(إشبيلية يناير 1851م - إبيديم 30سبتمبر 1929م)
هو الكاتب، والفلكلوري الإسباني، والباحث في علم الأمثال والحكم.

## السيرة الذاتية
هو الأبن الثاني للمحامي، والمؤرخ، والصحفي خوسيه ماريا مونتوتو لوبس فيخيل، والسيدة ماريا دي لوس أنخلس روتنستراوش، دَرسَ الهندسة في مدريد، وتخرج في كلية الحقوق جامعة إشبيلية. كان محرراً بجريدة الإسباني، واشتهر بإنه كتب كاتب ذكي فصيح، مستخدماً أحياناً اسمه المستعار «لويس ميراندا». تزوج من أسونسيون دي سيداس في مقاطعة أوترارا 25 أغسطس1878م، والتي أنجب منها سبعة أبناء: خوسيه لويس، ودياجو، ولويس، وماريا، وأليخاندرو، وسانتاجو، وكاسترو.
كان لويس مونتوتو كاتب العدل الكنائسي، ونائب في مجلس البلدية الإشبيلية، ومؤرخ رسمي للمدينة، عضو بنادي السمر الإشبيلي، والسكرتير الدائم الأكاديمية الملكية للآداب بإشبيلية. هوصديق الكاتب أنطونيو ماتشادو ألبارس، الذي تعاون معه في نشر كتاب «مكتبة التقاليد الشعبية»(1883-1888م)حول موضوع الفلكلور. كافح لكي تبقى الثقافة الشعبية عرفان أكاديمي. اليوم يطلق اسمه على طريق بإشبيلية، طريق عمومي قديم من عمل الرومانيين معروف باسم طريق الشرق.

## الأعمال
الأعمال الإشبيلية الكاملة للويس مونتوتو روتنستراوش «مطبعة بريد أندلوسيا»(1909-1914م)أربعة أجزاء.(الجزء الأول: حكايات طريفة، نقد، مقالات /الجزء الثاني: ليالي القمر -قصائد شعرية /الجزء الثالث: البريد الأدبي /الجزء الرابع: شئ غادر (حكايات ومقالات).

### أعمال في علم الأمثال والحكم
- شخصيات، وأشخاص، وأشخاص صغيرة الذين يمروا عبر الأراضي لقصور إشبيلية،1911م (م.بريد أندلوسيا)، الطبعة الثانية الإشبيلية: خيرونس1921م.
- رِزْمة من الخطابات، والعبارات الاصطلاحية، والتعبيرات ج. إشبيلية 1888م

### مقالات
خطاب لجدتي أسونسيون مونتوتو باليرو، عندما أتم الخامسة عشر من عمرهِ، إشبيلية،1911م (م.بريد أندلوسيا).
- مونتوتو والآخرون، منازل وشوارع إشبيلية. ليبانو 2001م.
- العادات الشعبية الأندلسية، إشبيلية 1998م.

### مسرح
- مع المسرحي خوسيه دي ڤاليلا، اليوم الأخير عمل مسرحي من فصل واحد في صورة شعرية، إشبيلية 1874(م.سلڤادور أكونيا وشركاه).
- مع المسرحي خوسيه ڤاليلا رودريجو: تورخيانو عمل مسرحي من فصل واحد في صورة شعرية.

### رواية
"في ذلك الوقت....الحياة والمعجزات للفارس العظيم دون ناديا، مدريد1929م.
- وهج المستنقعات (قصص، وعادات، وطرائف)، مدريد.

## وصلات خارجية
https://web.archive.org/web/20160717162725/http://www.luismontoto.com/